# Халеп'я
Ха́леп'я — село в Україні, Київської області, Обухівського району. Входить до складу  Української міської громади. Розташоване на правому березі Дніпра, біля Канівського водосховища, між селами Трипілля і Витачів, на автошляху Р19. На території села виявлені поселення Трипільської та Черняхівської культур. Вперше згадується в джерелах під 1093 роком як руське городище Халеп, що було зруйноване монголами (1239). Під сучасною назвою відоме з 1508 року як поселення Київського воєводства. З 1656 року було власністю православних київських митрополитів. Фортифікаційні укріплення тут зберігалися до кінця XVII століття. Від 1787 року — казенне село у складі Російської імперії. Під час українських визвольних змагань (1917—1919) було одним з осередків отамана Зеленого. Сильно постраждало під час Голодомору (1932—1933) та Другої світової війни (1941—1943). Основа економіки — сільське господарство, вирощування зернових та кормових культур. У селі діють 5 крамниць роздрібної торгівлі, фельдшерсько-акушерський пункт, відділення зв'язку, школа, клуб, цегельний завод.  Працюють два музеї, присвячені поету Івану Франку та археологу Вікентію Хвойці. Найдавніша архітектурна пам'ятка — православна церква Вознесіння (1797). Площа — 22 км². Населення — 750 осіб (на 2010 рік). День села — 1 червня.

## Назва
Назва села Халеп'я походить від давньоруського городища Халеп, яке існувало з XI сторіччя. Натомість, ще в XIX столітті вважалося, що воно походить від слова «холоп».
За контраверсійним припущенням мовознавця Костянтина Тищенка назва «Халеп» може бути іранського походження, а також спізвучна з мадярським словом угор. kelepce, «пастка».

## Географія
Халеп'я розташоване на підвищеній слабонахиленій розчленованій горбисто-хвилястій моренно-водно-льодовиковій рівнині правого берега Дніпра (Київська височинна область). Основна частина села займає підвищення (висоти від 120–160 м над рівнем моря) між долинами маленьких річок Бобриця і Сквирівка (Сквировка, Сквира). При поглибленні русла Дніпра біля села в кінці 1960-х років було виявлено залишки плейстоценових тварин (мамонта, коня, зубра) віком 15-30 тисяч років.
Більшість земель Халеп'я належать до сільськогосподарських: з 282,7 га таких 234,5 га, 25,7 га знаходяться під забудовою, до лісових територій належить 15 га.
Ґрунти на території села переважно чорноземи опідзолені, суглинкові. Родючість ґрунтів середня. На території села знаходиться Халеп'янське родовище цегельних глин, що станом на 2001 рік активно розроблялося. Село багате на ґрунтові води, проте вони суттєво забруднені хімічними речовинами, що використовуються в сільському господарстві. Так, дослідження середнього вмісту нітратів у воді колодязів села протягом 1990—2000 років виявило зростання цього показника з 219 до 500 мг/л (при нормі у 45 мг/л). Пік забруднення у 522 мг/л виявлений у 1999 році, а в окремих колодязях вміст нітратів досягав 1350 мг/л.
Вітри переважають західні та південно-західні. Середня температура січня -6 °C, середня температура липня +19 °C.
| Клімат Халеп'я          | Клімат Халеп'я | Клімат Халеп'я | Клімат Халеп'я | Клімат Халеп'я | Клімат Халеп'я | Клімат Халеп'я | Клімат Халеп'я | Клімат Халеп'я | Клімат Халеп'я | Клімат Халеп'я | Клімат Халеп'я | Клімат Халеп'я | Клімат Халеп'я |
| Показник                | Січ.           | Лют.           | Бер.           | Квіт.          | Трав.          | Черв.          | Лип.           | Серп.          | Вер.           | Жовт.          | Лист.          | Груд.          | Рік            |
| Середній максимум, °C   | −2,4           | −1             | 4,2            | 13,8           | 20,7           | 24,0           | 25,3           | 24,5           | 19,3           | 12,5           | 4,8            | −0,3           | 12,1           |
| Середня температура, °C | −5,2           | −4,1           | −0,7           | 9,1            | 15,5           | 18,8           | 20,1           | 19,2           | 14,3           | 8,4            | 2,2            | −2,1           | 8,1            |
| Середній мінімум, °C    | −7,9           | −7,1           | −2,7           | 4,4            | 10,3           | 13,6           | 14,9           | 13,9           | 9,3            | 4,3            | −0,4           | −4,4           | 4,0            |
| Норма опадів, мм        | 42             | 39             | 34             | 47             | 49             | 74             | 82             | 60             | 48             | 35             | 45             | 48             | 603            |
| ----------------------- | -------------- | -------------- | -------------- | -------------- | -------------- | -------------- | -------------- | -------------- | -------------- | -------------- | -------------- | -------------- | -------------- |
| Джерело:                |                |                |                |                |                |                |                |                |                |                |                |                |                |

### Розташування
Халеп'я знаходиться у східній частині Обухівського району, приблизно в 12 км від районного центру Обухова. Поблизу розташовані такі села:

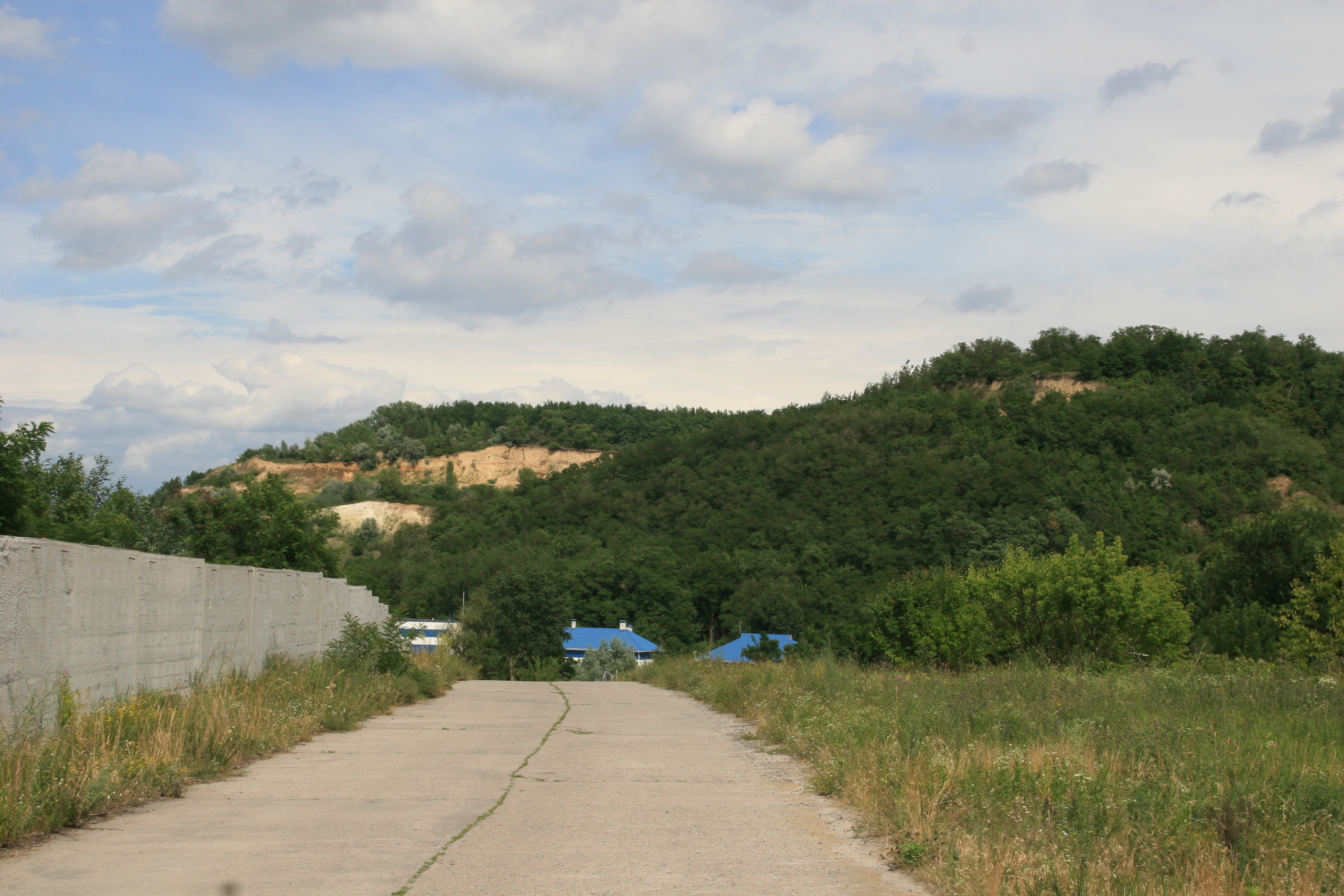
Вулиця Набережна, що йде паралельно Дніпру та спускається до пристані. На задньому плані видно пагорби заказника «Урочище Калинове»

На схід від села розташований заказник місцевого значення «Урочище Калинове», у балці якого лежить озеро. Над Дніпром північніше заказника знаходиться урочище Гора Циганка. Поблизу кладовища в північно-західній частині села, біля впадіння річки Бобровиці в Дніпро лежить урочище Шанці. На південному сході від села розташоване урочище Коломийщина, місце археологічних досліджень. На південно-західній околиці лежить урочище Грушова.
Найдовшими вулицями села є Вознесенська (до 2016 року — Комсомольська) та Шевченка, які тягнуться з півночі на південь. Серед інших вулиць — Набережна, Ібрагіма Беркутова, Київська, провулки Шкільний та Вознесенський.

## Історія

### Трипільська культура
На південному сході села Халеп'я, в урочищі Коломийщина, в заболоченій низині виявлено класичне поселення трипільської культури. На глибині 30—40 см знайдено залишки помешкань, які були розташовані двома концентричними колами. Не роблячи укріплень у вигляді валів і ровів, давні мешканці досягли таким плануванням будинків своєрідної замкненості свого поселення. Стародавнє поселення займало досить велику територію. Діаметр зовнішнього кола дорівнює 170—200 м, внутрішнього — 50–60 м. Вільна від будівель площа в центрі використовувалась для загону худоби. Окремі будівлі розташовувались близько одна від одної.
Розміри будинків нестандартні і, мабуть, відповідали чисельності сім'ї. Площа великих будинків досягала 135—140 м². вони мали прямокутну форму і були поділені на 2—3 і більше приміщень. Долівка житла була вистелена випаленими глиняними плитами, іноді в кілька шарів. Стіни та внутрішні перегородки зроблено з дерев'яного плетеного каркаса, обмазаного глиною. Покрівля будинків двосхила, з солом'яним покриттям.
Окрім цього, найбільш дослідженого поселення, в урочищі Коломийщина було відкрито два поселення (Коломийщина II і Коломийщина III), одне з яких містило ще 13 помешкань. Також у різні роки було відкрито ще 4 поселення на околицях (урочища Гора Циганка, Жолудівка) й у самому селі.
У розкопках поселень брали участь Сильвестр Магура, Кирило Коршак, Тетяна Пассек, Докія Гуменна, Віктор Петров, Неоніла Кордиш-Головко, Валерія Козловська.

### Інші поселення доісторичного періоду

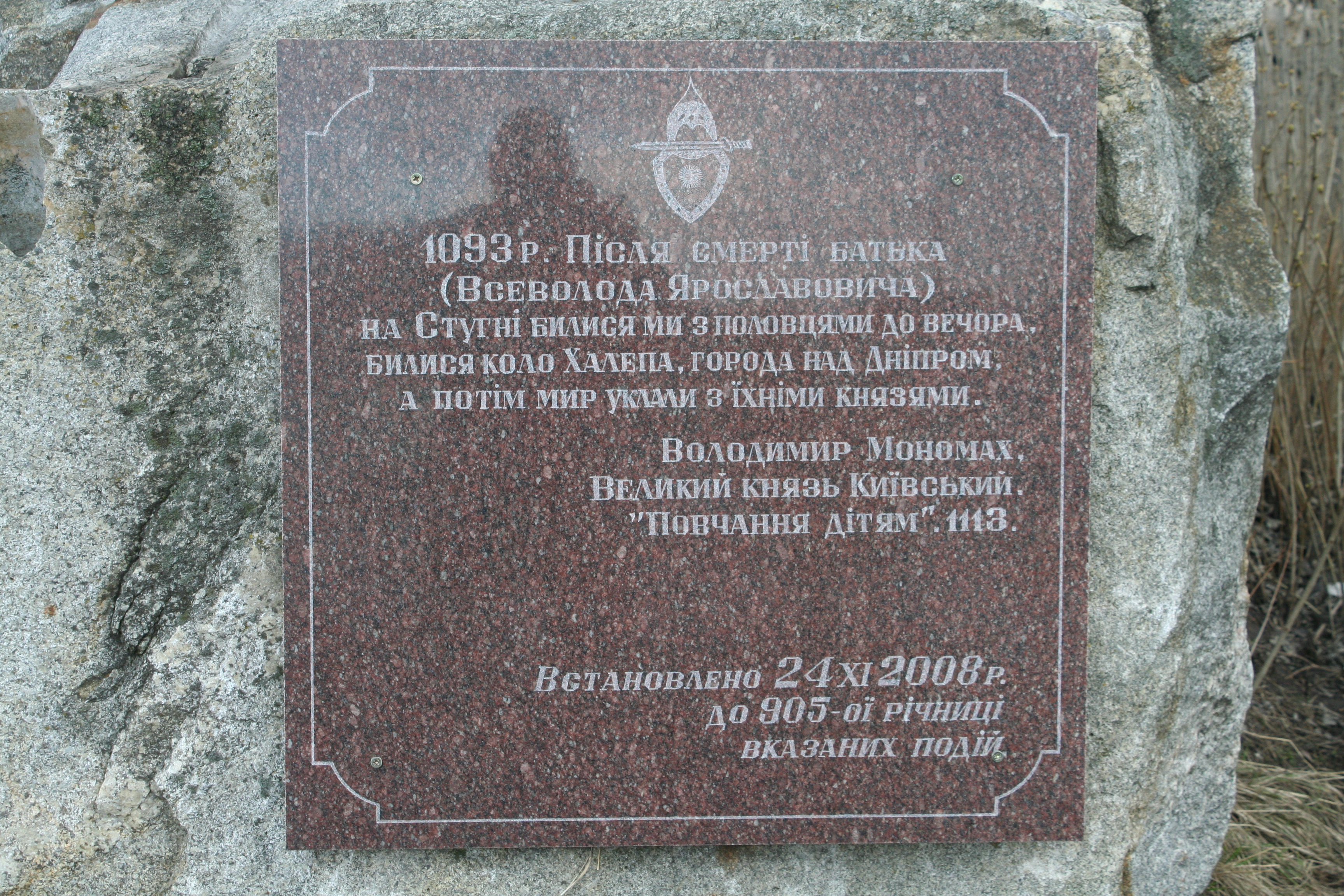
Пам'ятний камінь на честь 905-ї річниці битви з половцями у міста Халепа, меморіальна дошка

У гирлі річки Бобриці знайдено поселення з багатьма культурними шарами. Люди жили тут із часу неоліту (Дніпро-Донецька культура), далі в енеоліті, середній та пізній бронзі (тшинецька культура), у скіфський, ранньослов'янський та давньоруський періоди.
На території Халеп'я розкопано курган скіфського часу (VIII—IV ст. до н. е.). В урочищі Ставищі є рештки поселення черняхівської культури.

### Давньоруське місто Халеп (XI—XIIIст.)
Залишки літописного давньоруського міста Халеп розташовані в північно-східній частині села, на високому правому березі Дніпра. Ймовірно його побудовано у 1030-ті роки, коли Ярослав Мудрий будував фортеці на півдні від Києва для захисту від кочівників. Халеп уперше згадується у давньоруських текстах під 1093 роком, коли в своєму «Повчанні дітям» Володимир Мономах писав:
|  | ...на Стугні билися ми з половцями до вечора, билися коло Халепа, города над Дніпром, а потім мир уклали з їхніми князями. |

Як фортифікований «город» Халеп виник наприкінці XI ст. Згадується Халеп у літописах і в XII сторіччі. Так, літа 1136-го, чернігівські князі Ольговичі взяли його разом із Треполем: «взяша Треполь и Халеп пуста». Халеп був зруйнований монгольським військом Менгу-хана в 1239 році.

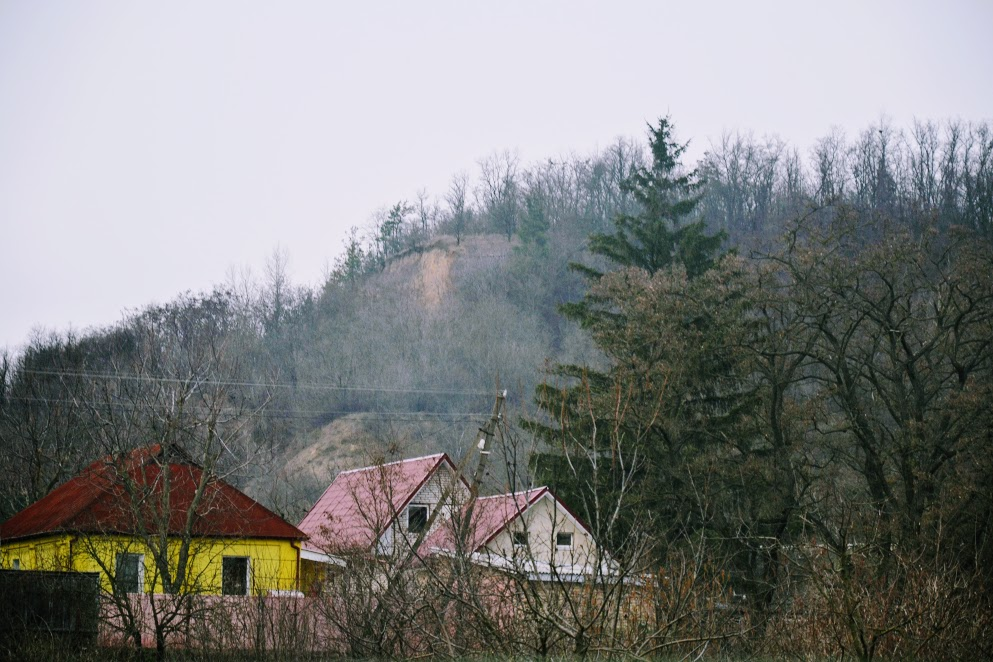
Вид на давньоруське городище Халеп

Дослідникам городище відоме з XIX сторіччя. Його описували Лаврентій Похилевич, Володимир Антонович. Антонович у книзі «Археологическая карта Киевской губернии» 1895 року видання написав: «В селе есть городище, часть которого обвалилась в Днепр. У села расположено 7 больших и более 100 малых курганов».
У 1971 році експедиція Інституту археології АН УРСР під керівництвом Василя Довженка провела дослідження на території городища. Було виявлено залишки помешкань з глинобитними печами, господарчі ями, уламки керамічного посуду. Городище постійно підмивається водами Канівського водосховища. Внаслідок розмивів значна частина городища зсунулася в заплаву Дніпра. В оголених місцях чітко видно культурний шар та контури заглиблених споруд.

### XVI—XIX сторіччя
Під сучасною назвою Халеп'я вперше згадується 29 липня 1508 року в документі київського воєводи Юрія Монтовтовича який дозволяв господарському товмачу Солтанові Алдієвичу продати «бортну землю поблизу городища Халеп'я за Дніпром» Київському Пустинно-Микільському монастирю. Також існують документи польського короля Сигізмунда III 1596 та 1597 років про конфіскацію «урочища над Дніпром Халепля» в учасників козацьких повстань Григорія і Якова Халепських на користь київського підчашего Івана Лозки.
До 1630-х років землі села частково належали Київському Пустинно-Микільському монастирю, частково шляхтичам Дідовичам-Трипільським, які також володіли Трипіллям. У 1630 році Никодим та Парфеном Федоровичі Трипільські продали свою частину устському старості, графу на Вольштині, каштеляну освенцимському Андрію Зборовському, який надалі продав її 1634 року київському підстолію Максиміліану Бжозовському. У 1654 році у Трипіллі два дні зупинявся Антіохійський патріарх Макарій. Його син і помічник архідиякон Павло Алеппський описав фортецю Халеп'я як частину Трипілля-Триполіса. З 1656 року село перейшло до володінь Київського митрополита. Під час секуляризації церковних земель 1787 року село стало казенним.
Халеп'я разом з Трипіллям було передано від Польщі до Росії за Андрусівським договором 1667 року. Входило до складу Київської сотні Київського полку до 1781 року, потім Київського повіту Київського намісництва, з 1797 року того ж повіту в складі Київської губернії.
У 1797 році побудовано Вознесенську церкву на місці попередньої церкви. Населення села у 1864 році складало 1430 осіб.

### Українська революція

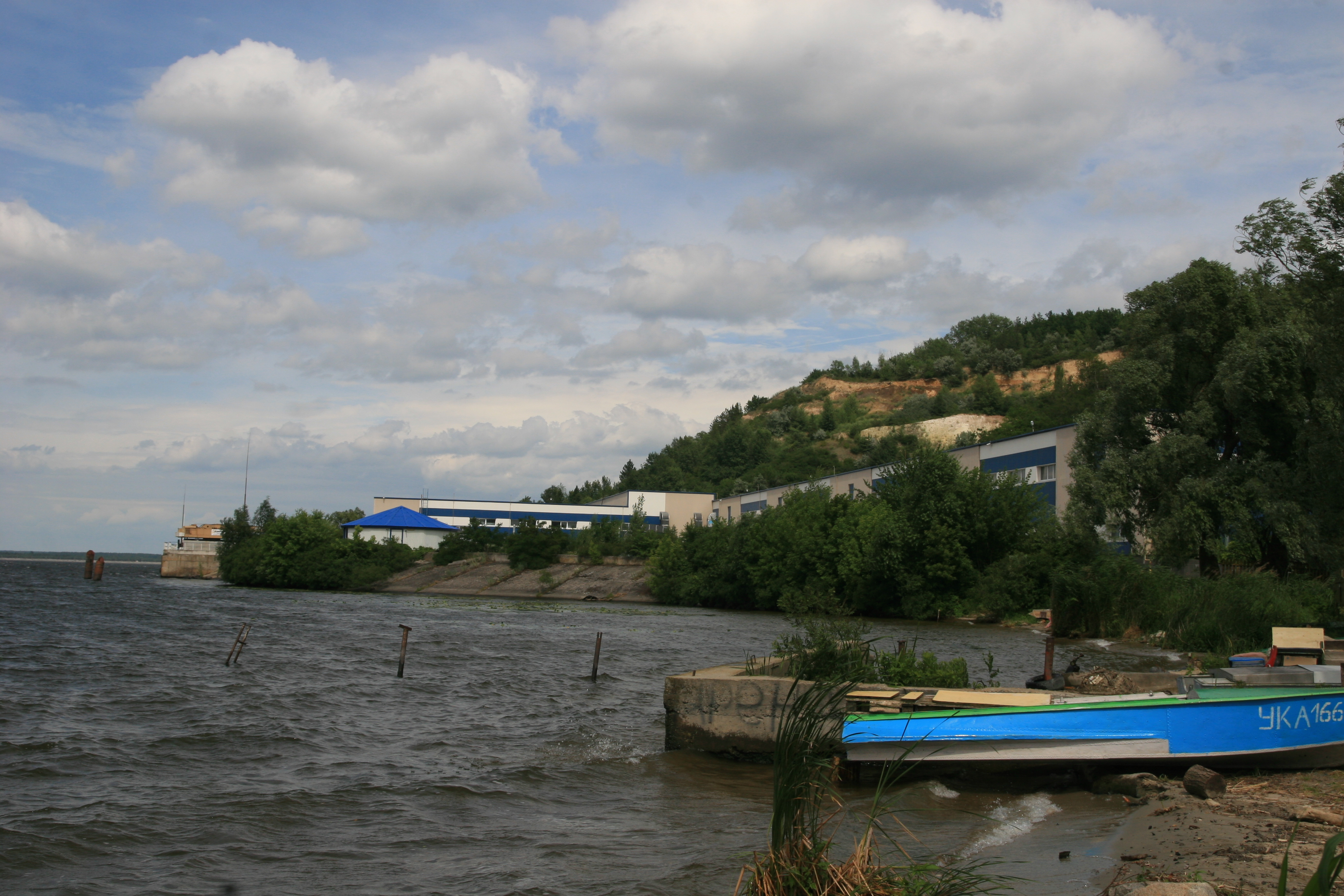
Сучасний вигляд причалу, де в 1919 році точилися бої

Під час революції 1905 року селяни Халеп'я повстали та приєдналися до Всеукраїнської селянської спілки, а сільського старосту, який вмовляв їх відновити сплату податків, усунули від посади, а натомість обрали нового.
У 1917—1918 році село було під проводом отамана Зеленого, центром активності якого було сусіднє Трипілля, визнавало верховну владу Центральної Ради. У листопаді 1918 року тут почалося повстання проти Гетьманату, багато трипільців брали участь у поході Дніпровської повстанської дивізії на Київ.
У 1919 році село було одним з опорних пунктів активних дій отамана Зеленого, який підкорявся Директорії та вів війну з більшовиками та білогвардійцями. Значна кількість вихідців із села сформували Халеп'янську пішу сотню Дніпровської повстанської дивізії Зеленого. Більшовики декілька разів намагалися вибити повстанців із села. Зокрема, пізно ввечері 27 червня у селі з пароплава «Гоголь» висадився десант червоноармійців приблизно 400 солдатів. Через дві доби бою більшість із них загинули. Ті, хто здалися, були розстріляні. 17–18 липня з Києва вийшов каральний загін у 12 тисяч солдатів, який підтримувався Дніпровською флотилією, зокрема пароплавами «Адмірал», «Трахтемирів», «Поспішний», «Дорофея», «Вірний», «Кур'єр» та бронекатером № 1. 23 липня за їхньою допомогою в Халеп'ї висадився десант більшовиків, і знову був розгромлений козаками Зеленого.
Втім у кінці листопада отаман Зелений загинув у бою з частинами Добровольчої армії генерала Антона Денікіна, а в грудні 1919 року село зайняли більшовики.

### У складі УРСР
У 1920-ті роки в Халеп'ї було створено колгосп «Жовтень». Втім населення опиралося колективізації, виступало проти комуністичних ідей. За свідченням секретаря халеп'янського комсомольського осередку Олександра Савицького, учитель Іван Петрович Оленич відкрито агітував селян проти комсомолу: «нав'язував молоді есерівську програму, захищав український націоналізм, висміював людей, які говорять російською мовою…». У 1929 році відбулися масові арешти мешканців села, колишніх козаків отамана Зеленого. Двох з них, Григорія Лемешка та Михайла Яременка було розстріляно.
Під час голодомору 1932—1933 років у селі загинуло приблизно 400 осіб, встановлено методом опитування імена 355 з них. На кладовищі в 1993 році знайдено поховання загиблих від голоду, встановлено пам'ятний хрест.
У 1937—1938 під час наймасовіших репресій було розстріляно десятки мешканців Халеп'я, які брали участь у визвольних змаганнях 1918—1921 років або просто вважалися неблагонадійними, у 1937 році розстріляли щонайменше 2, а в 1938 — принаймні 65 халеп'ян. Так було засуджено до розстрілу вчителя, голови халеп'янської «Просвіти» (що діяла в селі в 1920-1930-х роках) Гаврила Макаровича Лавріненка. За 1938 рік було репресовано 90 селян.

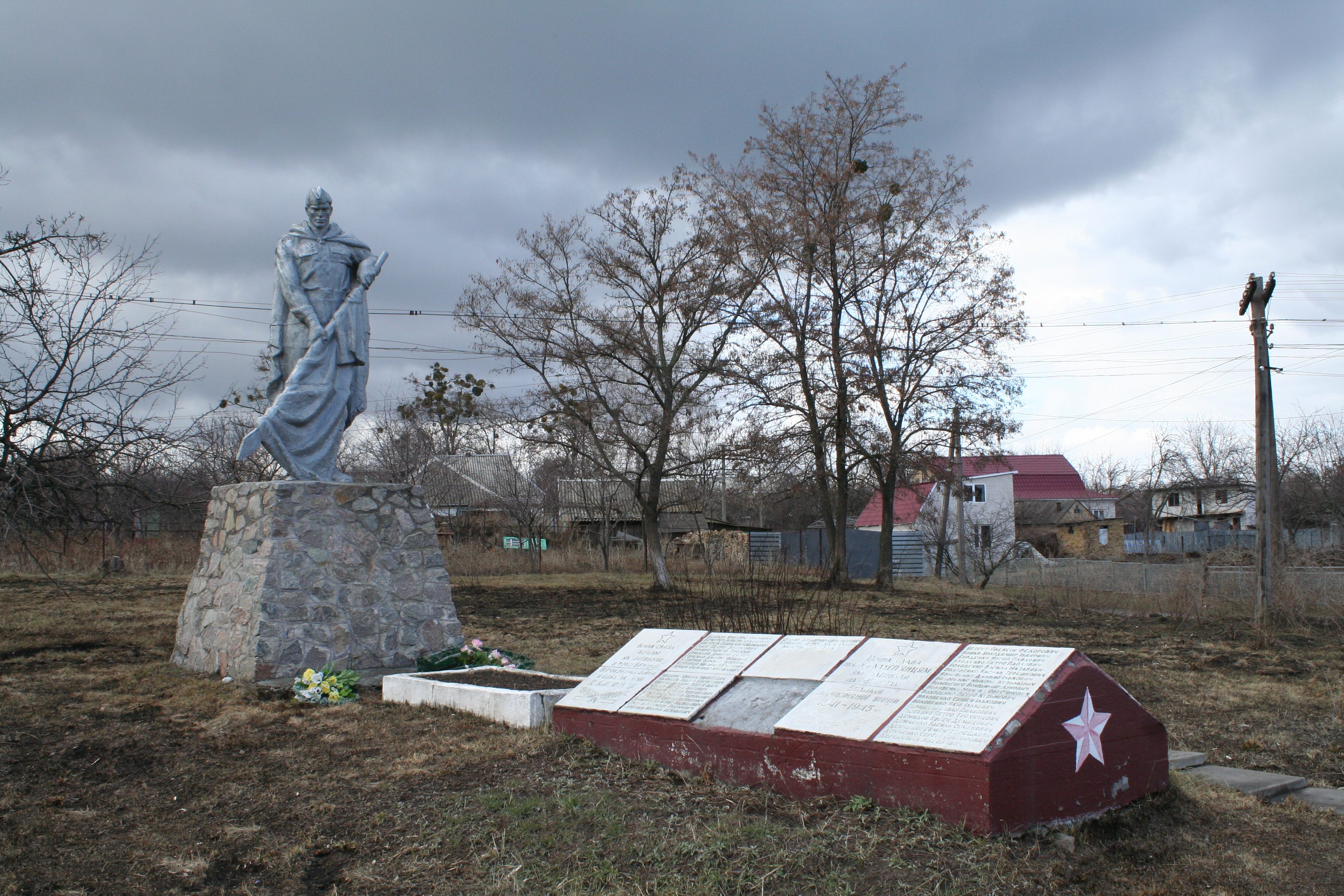
Братська могила воїнів Радянської Армії, які загинули в роки Другої світової війни, сквер біля будівлі сільської ради

Після початку німецько-радянської війни в липні 1941 за наказом Сталіна місцева влада знищувала в селі всі посіви зернових за допомогою витоптування худобою та тракторами. За спогадами Федора Пігідо, жінки-селянки блокували трактори, врятувавши частину врожаю. 18 серпня 1941 року в село ввійшли німецькі війська, а до 23 серпня були розбиті всі радянські сили на околицях. Імовірно, що в боях за Халеп'я загинув німецький генерал-майор Віктор Бартцкі (нім. Viktor Bartcky) Відвойовано було наприкінці листопада 1943 року в ході битви за Дніпро силами 40-ї армії Першого Українського фронту.
У 1967 році було встановлено пам'ятник комсомольцям, яких розстріляли за наказом отамана Зеленого.
У 1970-ті роки в селі був цегельний завод і центральна садиба колгоспу «Жовтень», який займався вирощуванням зернових культур і цукрових буряків.

### У незалежній Україні
Приватизація землі в Україні в 2000 році призвела до ліквідації колгоспу та передачі землі у власність селянам. Замість колгоспу утворилися приватні, фермерські, особисті господарства. Проте відсутність дозволу продавати землю, за словами мешканця Халеп'я письменника Василя Трубая, породжує ситуацію невизначеності та невпевненості селян щодо права власності на землю. Згідно з його інтерв'ю 2006 року в селі спостерігалася тенденція до виїзду молоді до міст, а також до купівлі будинків у Халеп'ї мешканцями міст, що вкупі руйнує традиційний сільський спосіб життя.
Населення села знизилося з 1101 особи 1989 року до 750 осіб у 2010 році.

## Населення
- Відповідно до Рум'янцевської ревізії 1766 року в Халеп'ї налічувалося 65 дворів, мешкало 707 осіб (336 чоловіків і 371 жінка).[5]
- У 1864 році населення складало 1430 осіб.[6]
- У 1887 році населення складало 1956 осіб (з них 20 євреїв).[31]
- На початку 1930-х у селі жило близько 2000 осіб, у 300 дворах.[24]
- У 1971 році населення складало 1323 особи[28].
- Станом на 1989 рік у селі проживали 1101 особа, серед них — 467 чоловіків і 634 жінки[30].
- За переписом 2001 року населення становило 878 осіб[1]. 96,47 % населення вказали українську мову рідною, 3,53 — вказали російську мову[32].
- За дослідженням 2010 року населення становило 750 осіб, з них 30 діти, а близько 500 — люди працездатного віку.[2]

### Мова
Розподіл населення за рідною мовою за даними перепису 2001 року:
| Мова       | Кількість | Відсоток |
| ---------- | --------- | -------- |
| українська | 847       | 96.47%   |
| російська  | 31        | 3.53%    |
| Усього     | 878       | 100%     |

## Економіка
За часів УРСР в селі працював цегельний завод (по вул. Шевченка 210), на початку XXI століття він зачинився, на його місці зараз розташоване підприємство «Адамант», що займається виробництвом скловолокна. У селі знаходилася центральна садиба колгоспу «Жовтень», який забезпечував зайнятість більшості мешканців. У колгоспі вирощували зернові та бобові культури, овочі, цукровий буряк, соняшник. Також у його господарстві були плодові сади, відділ тваринництва.
Основним видом діяльності мешканців є сільське господарство. Головними культурами є зернові та кормові культури. До 2000 року основні площі сільськогосподарських земель у селі та на території сільради належали до КСП «Жовтень». Після аграрної реформи було створено сільськогосподарське підприємство СВК «Борисфен-2000», інші землі було розпайовано між фермерськими та особистими господарствами.
У селі існує декілька колективних та фермерських аграрних господарств, є 5 крамниць роздрібної торгівлі, фельдшерсько-акушерський пункт, відділення зв'язку, школа, клуб, цегельний завод. У Халеп'ї зареєстровано фармацевтичне підприємство ТОВ НДП "Лабораторія «Невід», яке заготовляє лікарські рослини.
У Халеп'ї знаходиться базове господарство відділу сільськогосподарського землекористування та захисту ґрунтів від ерозії ННЦ «Інститут землеробства НААН».

## Транспорт
Через село проходить автошлях Р19 Київ-Ржищів. Автобусні рейси пов'язують Халеп'я з Києвом (автостанція «Видубичі»), Українкою. Транзитні автобуси Київ — Ржищів та Київ — Канів також проходять через село. Автобусна зупинка знаходиться в центрі села, поблизу музею.
В межах села станом на 2010 рік було наявно 12 км внутрішньогосподарських шляхів, з них 5 км з твердим покриттям.
Найближча залізнична станція — зупинний пункт Щербанівка, знаходиться за 3 км від села.
До 1990-х років у Халеп'ї була пристань, де зупинялися рейсові катери Київ — Канів та Київ — Черкаси.

## Місцеве самоврядування та політика
Халеп'я було центром Халеп'янської сільської ради у 1923-2020 роках. Рада складалася з 12 депутатів, які обиралися на 4 роки. Очолював раду сільський голова, який також обирався селянами. Рада депутатів останнього 7-го скликання складалася з самовисуванців.
З 12 червня 2020 року сільську раду ліквідовано, а Халеп'я належить до Української міської громади з центром у місті Українка.

### Загальноукраїнські вибори
На виборах у селі Халеп'я працює окрема виборча дільниця, розташована в приміщенні будинку культури. Результати виборів:
- Парламентські вибори 2002: зареєстровано 685 виборців, явка 84,96%, найбільше голосів віддано за Блок Віктора Ющенка «Наша Україна» — 34,02%, за Соціалістичну партію України — 17,53%, за Виборчий блок Юлії Тимошенко — 13,57%. В одномандатному окрузі найбільше голосів отримала Тетяна Засуха (самовисування) — 65,12%, за Леоніда Ковальчука (Блок Віктора Ющенка «Наша Україна») — 9,11%, за Володимира Ковбасу (Соціалістична партія України) — 7,04%.[42]
- Вибори Президента України 2004 (перший тур): 565 виборців взяли участь у голосуванні, з них за Віктора Ющенка — 71,86%, за Олександра Мороза — 10,44%, за Віктора Януковича — 9,38%[43].
- Вибори Президента України 2004 (другий тур): 581 виборець взяв участь у голосуванні, з них за Віктора Ющенка — 84,85%, за Віктора Януковича — 11,88%[44].
- Вибори Президента України 2004 (третій тур): зареєстровано 672 виборці, явка 84,23%, з них за Віктора Ющенка — 90,46%, за Віктора Януковича — 7,60%[45].
- Парламентські вибори 2006: зареєстрований 661 виборець, явка 82,15%, найбільше голосів віддано за Блок Юлії Тимошенко — 45,67%, за Соціалістичну партію України — 20,44%, за блок Наша Україна — 9,58%[46].
- Парламентські вибори 2007: зареєстровано 677 виборців, явка 72,82%, найбільше голосів віддано за Блок Юлії Тимошенко — 59,43%, за блок Наша Україна — Народна самооборона — 21,50%, за Партію регіонів — 7,51%[47]
- Вибори Президента України 2010 (перший тур): зареєстровано 675 виборців, явка 74,81%, найбільше голосів віддано за Юлію Тимошенко — 50,50%, за Віктора Януковича — 15,45%, за Арсенія Яценюка — 10,69%[48].
- Вибори Президента України 2010 (другий тур): зареєстровано 680 виборців, явка 77,06%, з них за Юлію Тимошенко — 71,56%, за Віктора Януковича — 22,71%[49].

| Парламентські вибори в Україні 2014, результати голосування | Парламентські вибори в Україні 2014, результати голосування | Парламентські вибори в Україні 2014, результати голосування | Парламентські вибори в Україні 2014, результати голосування | Парламентські вибори в Україні 2014, результати голосування |
| ----------------------------------------------------------- | ----------------------------------------------------------- | ----------------------------------------------------------- | ----------------------------------------------------------- | ----------------------------------------------------------- |
|                                                             |                                                             |                                                             |                                                             | віддано голосів                                             |
| Блок Петра Порошенка                                        | Блок Петра Порошенка                                        |                                                             | 119                                                         | 119                                                         |
| Народний фронт                                              | Народний фронт                                              |                                                             | 117                                                         | 117                                                         |
| «Самопоміч»                                                 | «Самопоміч»                                                 |                                                             | 35                                                          | 35                                                          |
| Радикальна партія                                           | Радикальна партія                                           |                                                             | 17                                                          | 17                                                          |
| «Батьківщина»                                               | «Батьківщина»                                               |                                                             | 17                                                          | 17                                                          |
| «Свобода»                                                   | «Свобода»                                                   |                                                             | 17                                                          | 17                                                          |
| інші                                                        | інші                                                        |                                                             | 77                                                          | 77                                                          |

- Парламентські вибори 2012: зареєстровано 650 виборців, явка 63,08%, найбільше голосів віддано за Всеукраїнське об'єднання «Батьківщина» — 41,22%, за Партію регіонів — 16,83% та УДАР — 15,37%.[51] В одномандатному окрузі найбільше голосів отримав Віктор Романюк (Всеукраїнське об’єднання «Батьківщина») — 45,19%, за Тетяну Засуху (Партія регіонів) — 40,00%, за Валерія Кияницю (Соціалістична партія України) — 2,16%[52].
- Вибори Президента України 2014: зареєстровано 630 виборців, явка 76,19%, з них за Петра Порошенка — 73,96%, за Юлію Тимошенко — 11,04%, за Анатолія Гриценка — 4,17%[53].
- Парламентські вибори в Україні 2014: зареєстровано 632 виборці, явка 63,13%, найбільше голосів віддано за Блок Петра Порошенка — 29,82%, за «Народний фронт» — 29,32% та Об'єднання «Самопоміч» — 8,77%.[50] В одномандатному окрузі найбільше голосів отримав Гліб Лірник (Блок Петра Порошенка) — 34,02%, за Віктора Романюка (Народний фронт) проголосували 23,20%, за Павла Козирєва (самовисування) — 13,92%[54].

| Парламентські вибори в Україні 2019, результати голосування | Парламентські вибори в Україні 2019, результати голосування | Парламентські вибори в Україні 2019, результати голосування | Парламентські вибори в Україні 2019, результати голосування | Парламентські вибори в Україні 2019, результати голосування |
| ----------------------------------------------------------- | ----------------------------------------------------------- | ----------------------------------------------------------- | ----------------------------------------------------------- | ----------------------------------------------------------- |
|                                                             |                                                             |                                                             |                                                             | відсоток голосів                                            |
| Слуга народу                                                | Слуга народу                                                |                                                             | 46                                                          | 46                                                          |
| Європейська Солідарність                                    | Європейська Солідарність                                    |                                                             | 14                                                          | 14                                                          |
| «Батьківщина»                                               | «Батьківщина»                                               |                                                             | 10                                                          | 10                                                          |
| Сила і честь                                                | Сила і честь                                                |                                                             | 9                                                           | 9                                                           |
| Опозиційна платформа — За життя                             | Опозиційна платформа — За життя                             |                                                             | 5                                                           | 5                                                           |
| Радикальна партія                                           | Радикальна партія                                           |                                                             | 5                                                           | 5                                                           |
| «Голос»                                                     | «Голос»                                                     |                                                             | 4                                                           | 4                                                           |
| інші                                                        | інші                                                        |                                                             | 8                                                           | 8                                                           |

- Вибори Президента України 2019 (перший тур): зареєстровано 591 виборець, проголосували 426 виборців, найбільше голосів віддано за Володимира Зеленського — 30,98 %, за Петра Порошенка — 19,71 %, за Юлію Тимошенко — 15,02 %, за Ігоря Смешка — 8,68 %[55].
- Вибори Президента України 2019 (другий тур): зареєстровано 591 виборець, проголосували 399 виборців, за Володимира Зеленського — 67,91 %, за Петра Порошенка — 30,07 %[56].
- Парламентські вибори 2019: зареєстровано 592 виборці, проголосували 339 виборців, найбільше голосів віддано за партію «Слуга народу» — 45,72 %, партію «Європейська Солідарність» — 13,86 % та за Всеукраїнське об'єднання «Батьківщина» — 9,73 %.[57] В одномандатному окрузі найбільше голосів отримав Олександр Дубінський («Слуга народу») — 35,45 %, за Ігоря Кононенка (самовисування) — 15,15 %, за Ларису Ільєнко (Всеукраїнське об'єднання «Батьківщина») — 8,78 %[58].

### Символіка
На гербі Халеп'я на тлі цегляної стіни укріплення зображено давньоруську фортецю Халеп над річкою, під якою розташовані три керамічні чаші трипільської культури.

## Культура й освіта
У селі є Будинок культури (вул. Вознесенська 65), діє вокальний ансамбль народної пісні «Калинонька» Також у Халеп'ї працює гімназія, є бібліотека. Працює дитячий садок «Малятко».. У селі діє 3 музеї.

### Школа
У селі працює Халеп'янська гімназія. Станом на 2023 рік у ній навчається 38 учнів. У 9 класах викладає 10 вчителів. Директор гімназії  — Тимошенко Віктор Володимирович.
Перший навчальний заклад створено ще 1897 року, як дворічну школу грамоти. За декілька років її перетворено на чотирирічну церковно-парафіяльну школу, яка проіснувала до 1917 року. В ній навчалося близько 90 учнів, а викладав лише один учитель. Втім 4-й клас закінчували лише 6–10 учнів, щорічно. Під час Другої світової війни будівлю школи було зруйновано, а після — відбудовано. У вересні 1987 року було відкрито нову, двоповерхову, споруду. З 1992 до кінця 2010-х директором школи працювала Аліна Михайлівна Орловська.
В сучасній Халеп'янській загальноосвітній школі є комп'ютерний клас, спортзал, майстерня. Тут же діє чимало творчо-розвиваючих гуртків, зокрема: літературний, студія соломоплетіння.

### Музеї

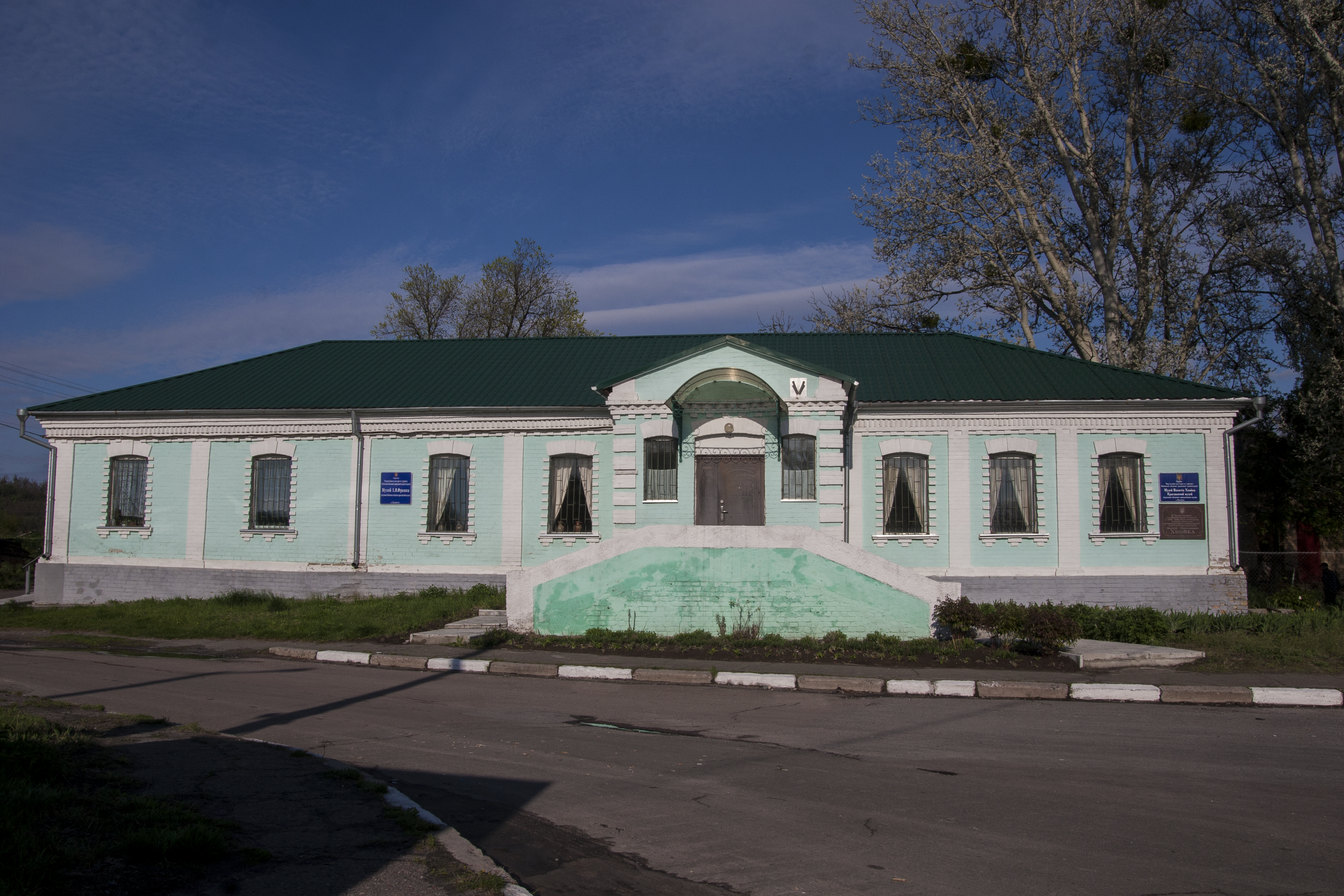
Будівля музеїв Івана Франка і Вікентія Хвойки

У 1992 році історик і музейник Михайло Сікорський створив перший музей у Халеп'ї — Трипільської культури, який мав стати елементом туристичного маршруту. Проте місцевої підтримки не було і музей закрили 1999 року.
У Халеп'ї існує два музеї, які є філіями Київського обласного археологічного музею: Вікентія Хвойки та Івана Франка. Обидва розташовані у будівлі колишньої «школи грамоти», побудованої 1883 року чи раніше.
Також у халеп'янській школі 2007 року створений шкільний музей акторки й письменниці Тетяни Нещерет, яка навчалася тут. У 2008 році на школі встановлено меморіальну дошку на честь неї.

#### Музей Вікентія Хвойки
Музей було відкрито у лютому 2009 року. На відкритті виступали посол Чехії в Україні Ярослав Башта, голова Обухівської районної державної адміністрації Анатолій Шафаренко, заступник голови Київської ОДА Ростислав Ярема. Експозицію створено під керівництвом археологів Вікторії Колєснікової та Михайла Відейка, багато копій архівних матеріалів надано Інститутом археології НАН України. Основну частину складають макети з місць розкопок та копії документів, малюнків і фотознімків, зокрема власноручних замальовок та польових щоденників Вікентія Хвойки. Також багато фотографій з інших дослідницьких розкопок Хвойки. В експозиції розкрито тему археологічних відкриттів дослідника: Кирилівської стоянки, трипільської культури, черняхівської та зарубинецької культур, розкопок княжого Києва та давньоруського міста Білгорода. Друга частина експозиції висвітлює музейну, наукову та просвітницьку діяльність Вікентія Хвойки. Відтворено робочу кімнату Вікентія Хвойки в Музеї старожитностей, де він працював в останні роки свого життя. Експонуються реконструкції трипільського посуду, виконані Людмилою Смоляковою. Експозиція займає два зали, але планується розширення.
2010 року на базі музею було проведено наукову конференцію.
Музей працює з 9 до 17 години щодня, окрім суботи та неділі.

#### Музей Івана Франка
Літературний музей Івана Франка на Дніпрі було створено 2010 року за ініціативи внука Івана Франка Роланда та голови Обухівської районної державної адміністрації Анатолія Шафаренка. Дві вільні кімнати музею Вікентія Хвойки було наповнено експозицією «Дорога І. Франка до Т. Шевченка через Дніпро», що символізує бажання Франка побувати в Каневі, на могилі Тараса Шевченка, яке так і не здійснилося. Значна кількість експонатів була надана львівським музеєм Івана Франка.

## Релігія
Принаймні з початку XVIII століття в селі була церква, у 1797 році побудована наново. У радянські часи зруйнована. Клірові відомості (з 1807 року), метричні книги (з 1720 року), сповідні розписи (з 1745 року) церкви Вознесіння Господнього села Халеп'я зберігаються в Центральному державному історичному архіві України в місті Києві.
У селі діє громада Української православної церкви Київського патріархату, яка володіє Церквою Вознесіння Господнього.

## У мистецтві
У Халеп'ї та сусідньому Витачеві було відзнято значну частину фільму «Вавилон XX».
Назва села згадується у романі Ліни Костенко «Берестечко»:
|  | О Дар-Надія! Ждани та Бояни. Іркліїв. Мліїв. Злобин. Веремій. Великий Стидин. Халеп'я. Холоп'є! Ліпляве братолюбних Балаклій. А он і Київ. Подивись — та пильно. Моя Вкраїно, ти це чи не ти? |

Ліна Костенко вживає назву села у вірші «Незнятий кадр незіграної ролі», присвяченому Іванові Миколайчуку, в останньому рядку «Іван косив у Халеп'ї траву.». На цей рядок створила алюзію письменниця Марія Матіос у своєму романі «Містер і місіс Ю-Ко в країні укрів». В обох творах ойконім Халеп'я протиставляється глобально відомим топонімам «Париж», «Москва», «Сорбонна».
Свій будинок у Халеп'ї, де він написав значну кількість своїх творів та приймав у гостях відомих українських митців, описав у романі «Музей живого письменника» Володимир Дрозд.

## Відомі особи

### Уродженці

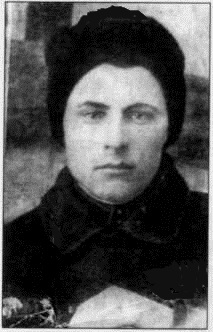
Отаман Халеп'янського куреня Вільного Козацтва Степан Тукаленко

- Нещерет Тетяна Іванівна (1931—2007) — заслужена артистка України.
- Лавріненко Гаврило Макарович (1895 — 25.10.1937) — учитель, бандурист. Син Макара Юхимовича Лавріненка, члена Української соціал-демократичної партії, пізніше партії есерів, репресованого 1907 року. Під час військових дій — писар Халеп'янської пішої сотні та штабу Дніпровської повстанської дивізії, був поранений у голову; учасник рейду на Умань. З 1921 року голова халеп'янської «Просвіти», бригадир колгоспу «Жовтень». У 1937 році заарештований. За звинуваченням участі в загонах отамана Зеленого та вбивстві радянського десанту 1919 року, а також у зв'язках з «расстрелянным террористом „Косынка“» засуджений «трійкою» та розстріляний у Києві 25 жовтня 1937 року.[75][76]
- Тукаленко Степан Андрійович ( 1896 — 4.11.1937) — засновник і отаман Халеп'янського куреня Вільного Козацтва (1917), голова Халеп'янського ревкому (1919), отаман Халеп'янської пішої сотні, голова Халеп'янської сільської ради, голова колгоспу. Учасник бою в Халеп'ї 28 червня 1919 року. Арештований 13 вересня 1937 року за звинуваченням в організації у Халеп'ї «фашистської організації», 19 жовтня засуджений, розстріляний 4 листопада 1937.[77]
- Федоряченко Данило Данилович (1920—2016) — директор-розпорядник Національного академічного драматичного театру імені Івана Франка, заслужений діяч мистецтв України.[78][79]

### Мешканці
- Дрозд Володимир Григорович — письменник, жив на дачі, де написав низку творів.[80]
- Василь Трубай (справжнє ім'я Василь Володимирович Карасьов) — український прозаїк, поет, драматург, публіцист. Член НСПУ.
- Филонич Антоніна Олексіївна — українська поетеса, керівник дитячої літературної студії «Мальва» при Обухівському районному Центрі творчості дітей та юнацтва, дружина Василя Трубая.

### Поховані
- Беркутов Ібрагім Белялович[ru] (1918—1943) — Герой Радянського союзу, учасник Другої світової війни, загинув у бою неподалік села, похований у центрі села, на його честь названо вулицю.[81]

## Репресовані селяни

### Повстанці отамана Зеленого
Десятки селян, які брали участь у загонах отамана Зеленого, було репресовано в 1920-х–1930-х роках.
Розстріляні
- Герасименко Федір Герасимович (1909 — 10.05.1938), бухгалтер цегельного заводу.[82]
- Демченко Михайло Самойлович, (1896 — 25.04.1938), робітник цегельного заводу.[83]
- Джерело Михайло Іванович, (1906 — 5.05.1938), робітник цегельного заводу.[84]
- Джерело Роман Іванович, (1902 — 5.05.1938), робітник держрозсадника.[84]
- Заворотній Михайло Митрофанович (1899 — 1938).
- Заворотній Федір Олексійович (1892 — 1938, м. Київ). Повстанець отамана Зеленого. Бригадир колгоспу. Арештований у 1938 році.
- Лемешко Григорій Григорович (?, с. Халеп'я — 1.8.1929, м. Харків). Козак Халеп'янської пішої сотні Дніпровської повстанської дивізії. Учасник бою в Халеп'ї 28 червня 1919 р. Арештований 30 квітня 1929 року.
- Нещерет Іван Якович (? — 1938). Козак Халеп'янської пішої сотні Дніпровської повстанської дивізії. Учасник бою в Халеп'ї 28 червня 1919 р. Арештований 23 квітня 1938 р. Прощаючись з односельчанами, сказав: "Люди добрі, скажу, як у тій пісні співається, — «простіть, може, з ким сварився».
- Шкуропатський Олексій Михайлович (1905—1938). Повстанець отамана Зеленого з Халеп'я чи Трипілля. 1931 року арештований за підпал. Розстріляний.
- Яременко Михайло Панасович (? — 1.8.1929, м. Харків). Козак Халеп'янської пішої сотні Дніпровської повстанської дивізії. Учасник бою в Халеп'ї 28 червня 1919 р. Арештований 30 квітня 1929 року.

Козаки Халеп'янської пішої сотні Дніпровської повстанської дивізії, учасники бою в Халеп'ї 28 червня 1919 року
- Заворотній Федір Несторович. Сотник. Репресований у 1930-х роках.
- Яременко Федір Павлович. Сотник. Репресований у 1930-х роках.
- Пугач Гнат Мусійович. Ройовий сотні. Репресований в 1930-х роках.
- Василенко Михайло Митрофанович. Репресований у 1930-х роках.
- Демченко Микола Семенович. Репресований у 1930-х роках.
- Заворотній Яків Іванович. Репресований у 1930-х роках.
- Конько Сергій Іванович. Репресований у 1930-х роках.
- Конько Федось Іванович. Репресований у 1930-х роках.
- Кочубей Григорій Петрович. Арештований 23 квітня 1938 р.
- Лавріненко Іван О.
- Лисенко Грицько Григорович. Репресований у 1930-х роках.
- Лукашенко Данило Лукич. Репресований у 1930-х роках.
- Павельченко Андрій Охрімович. Арештований 30 квітня 1929 року. Засуджений 8 липня 1929 року.
- Пупченко Данило Якимович. Репресований у 1930-х роках.
- Савицький Петро Данилович. Репресований в 1930-х роках.
- Тукаленко Сергій Минович.
- Удод Прохор Карпович.
- Федоряченко Данило Леонтійович. Репресований у 1930-х роках.
- Шеремет Зінько Карпович. Репресований у 1930-х роках.

Колишні повстанці, арештовані 30 квітня та засуджені 8 липня 1929 року
- Заворотній Клим Савович
- Лемешко Оврам Григорович
- Лемешко Тимофій Антипович. 1937 року арештований вдруге і засуджений ще на 10 років.
- Лемешко Трохим Карпович (? — 1975). Конфісковано хату з усім майном. П'ятеро дітей і дружина загинули, окрім сина Івана, від голоду і хвороб у 1930—1933 роках.
- Лемешко Яків Карпович
- Тетерюк Сергій Матвійович
- Шкуропатський Михайло Сергійович

Повстанці, репресовані у 1930-ті роки
- Воловенко Терешко
- Герасименко Андрій Єрмолайович
- Демченко Семен Терешкович, 1933 року «розкуркулений», а 1938 року ув'язнений.
- Джерело Денис Микитович
- Заворотній Антін Пилипович
- Заворотній Кирило Пилипович
- Заворотній Назар Лукич
- Заворотній Олекса Юхимович
- Заворотній Тиміш
- Качаненко Антон Тарасович
- Качаненко Зосим Тарасович
- Коваленко Іван Федорович
- Коваленко Лука Федорович
- Коваленко Михайло Овер'янович
- Кононенко Василь Йовхимович
- Конько Т. І.
- Кочубей Олексій Прохорович
- Лавріненко Дмитро Гаврилович
- Лемешко Григорій Данилович
- Лемешко Мусій Петрович
- Лемешко Олександр Юрійович
- Лемешко Сергій Іванович
- Лемешко С. С.
- Лемешко Тимофій Карпович
- Лемешко Трохим Гнатович
- Лемешко Я. Є.
- Лемешко Л. І.
- Лемешко П. І.
- Лисенко Ілько Петрович
- Лукашенко Герасим Прокопович
- Лукашенко Григорій Іванович
- Лукашенко Іван Іванович
- Лукашенко Михайло Давидович
- Лукашенко Олекса Йосипович
- Лукашенко Яків Семенович
- Ляшенко Лавро Іванович
- Ляшенко Павло Іванович
- Нещерет Василь Данилович
- Нещерет Давид
- Нещерет Корній Савович
- Нещерет Федір Петрович
- Опанасенко Мусій Михайлович
- Пащенко Василь Миколайович
- Петров Михайло Петрович
- Пугач Іван
- Пупченко Іван
- Пупченко Остап Самсонович
- Савицький Григорій Платонович
- Середа Павло Михайлович
- Совершенний Василь Лаврович
- Совершенний Микола Лаврович
- Совершенний Петро Лаврович
- Ткаченко Василь Дмитрович
- Шеремет Антон Карпович
- Шеремет Гордій Дмитрович
- Шеремет Петро Гаврилович
- Яковченко Михайло Костянтинович
- Яременко Демко Олексійович (1891 — 1938?), 1938
- Яременко Демко Юхимович
- Яременко Єлисей Степанович
- Яременко Каленик Михайлович
- Яременко Павло Ількович
- Яременко Семен Іванович
- Яременко Сидір Михайлович
- Яременко Федір Михайлович

Інші
- Василенко Сергій — голова Халеп'янської сільради, допомагав повстанцям. Репресований у 1930-х роках.
- Лемешко Федір Васильович. Комендант Халеп'я, підпорядкований отаманові Зеленому. Учасник бою в Халеп'ї 28 червня 1919 р. Репресований у 1930-х роках.
- Титаренко Данило. Сотник Особливої козацької сотні із Халеп'я. Учасник бою в Халеп'ї 28 червня 1919 р.

### Інші
Дані наведено за книжкою «Реабілітовані історією. Київська область. Книга друга».
- Валовенко Терентій Тарасович, (1898 — 29.04.1938), робітник райспоживспілки, розстріляний.[86]
- Васильченко Михайло Митрофанович, (1900 — 21.04.1938), бухгалтер агролісомеліоративного розсадника, розстріляний.[86]
- Джерело Діонис Володимирович, (1890 — 29.04.1938), робітник цегельного заводу, розстріляний.[84]
- Джерело Параскева Микитівна, (1920 — ?), робітниця цегельного заводу, Постановою Особливої Наради при НКВС СРСР 21 квітня 1945 року виселена на 5 років за межі України.[84]
- Друзенко Василь Прокопович, (1896 — 10.05.1938), колгоспник, розстріляний.[83]

## Галерея

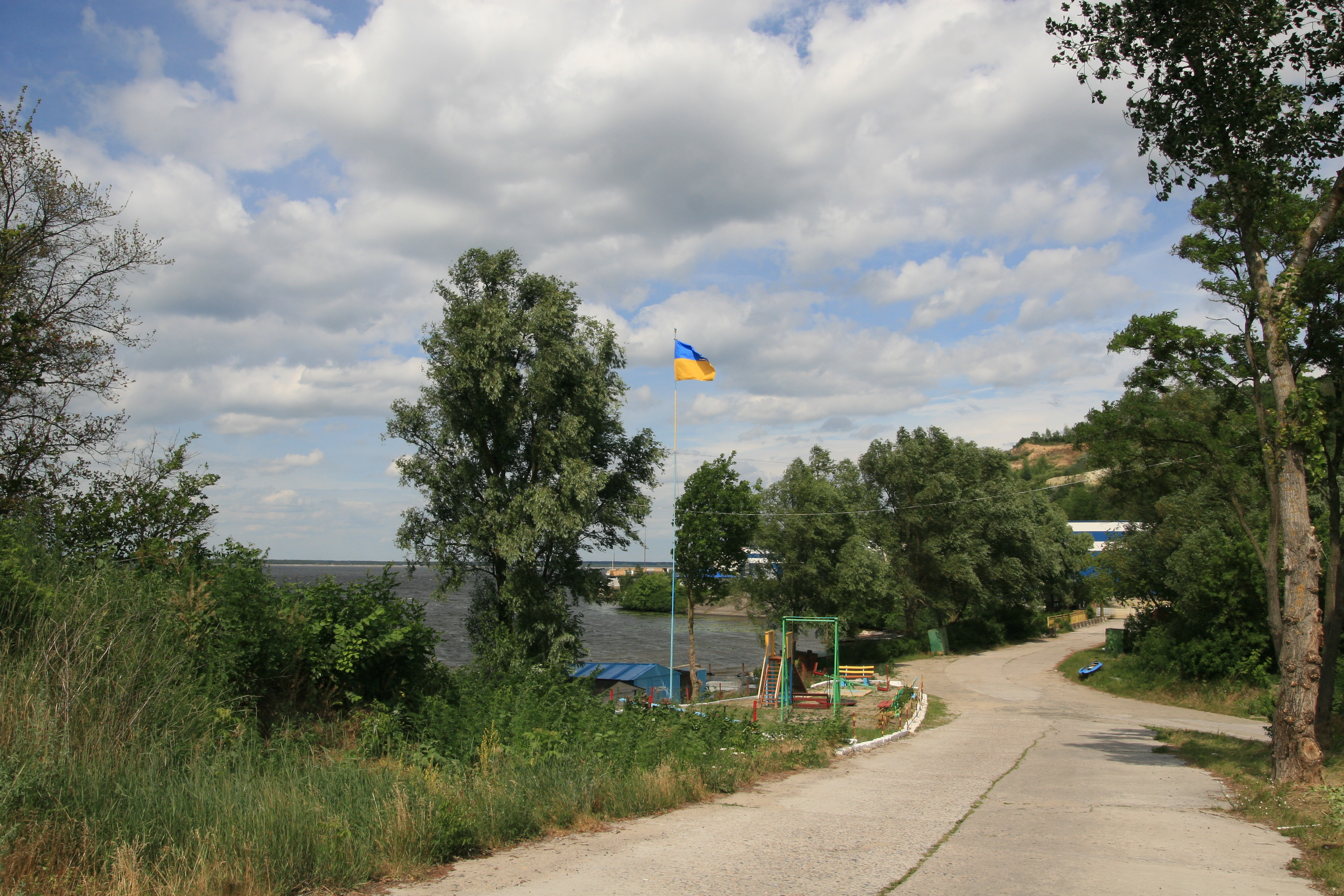
Площа біля пристані
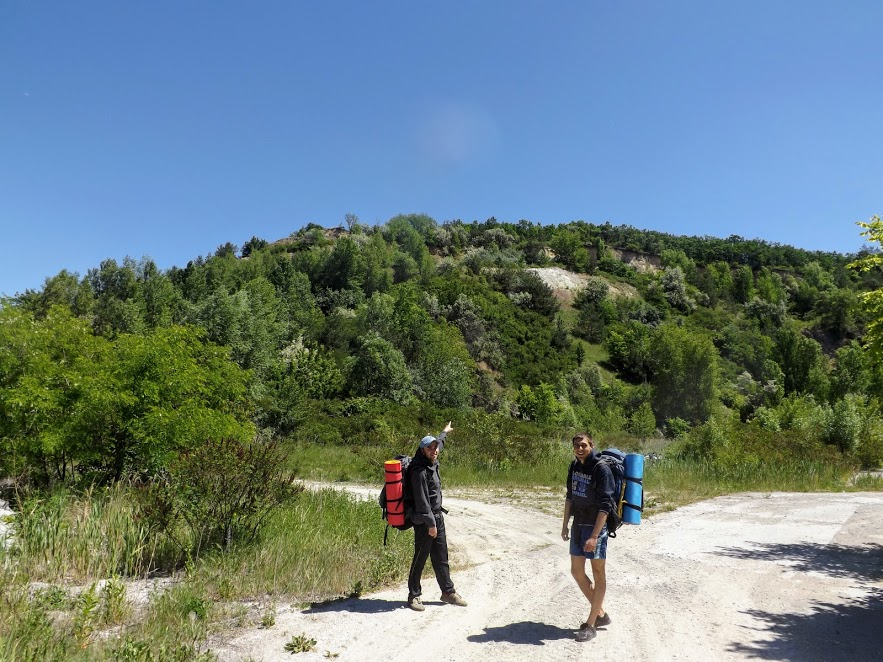
Учасники вікіекспедиції в селі Халеп'я
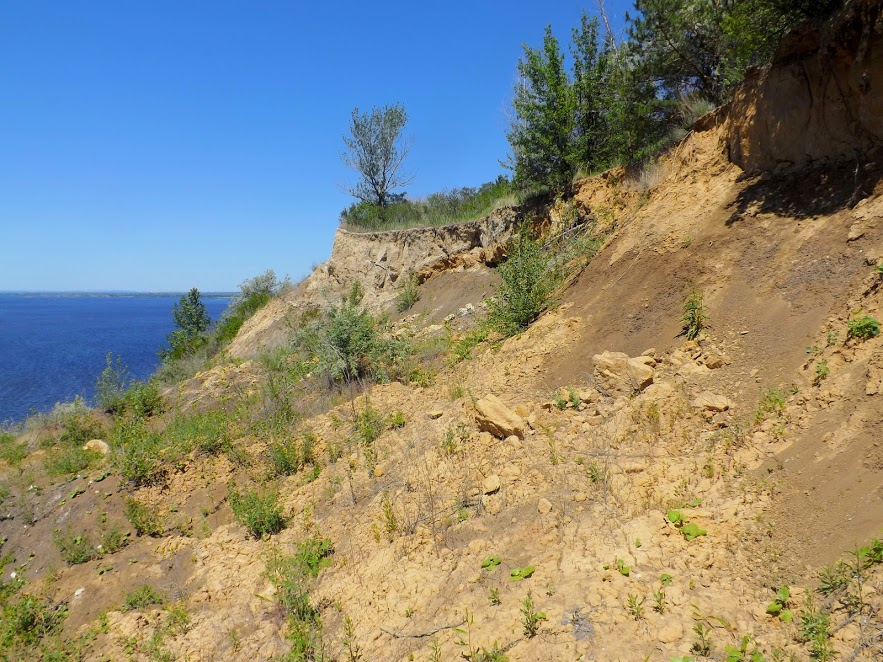
Ерозійний процес на пагорбі поблизу села Халеп’я
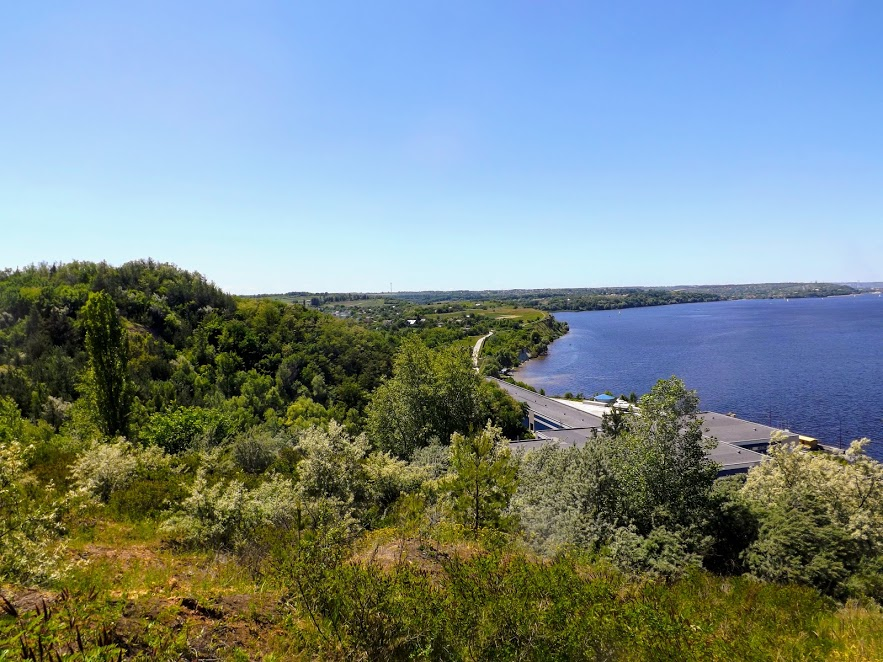
Вид на село Халеп’я та Канівське водосховище
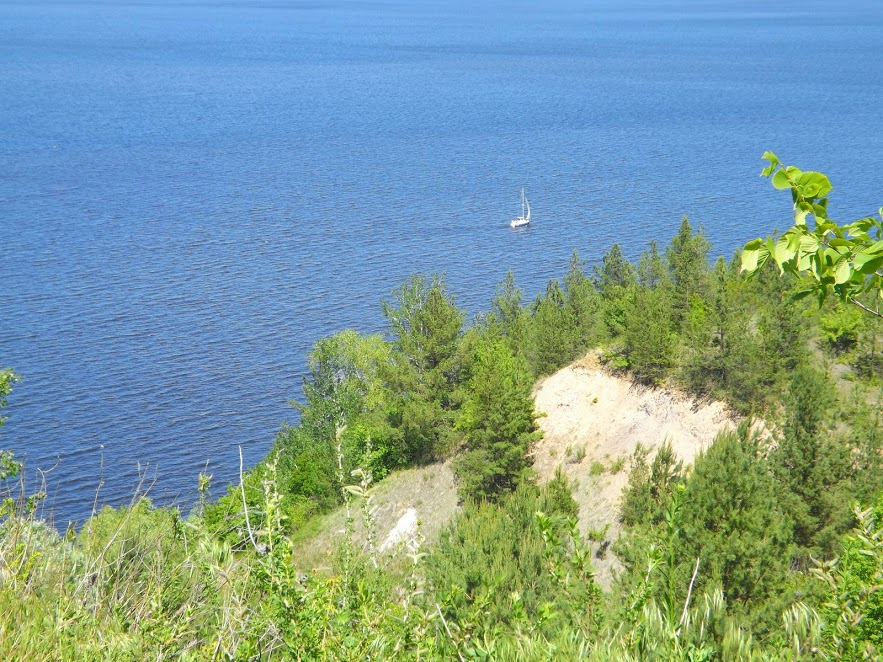
Канівське водосховище поблизу села Халеп’я
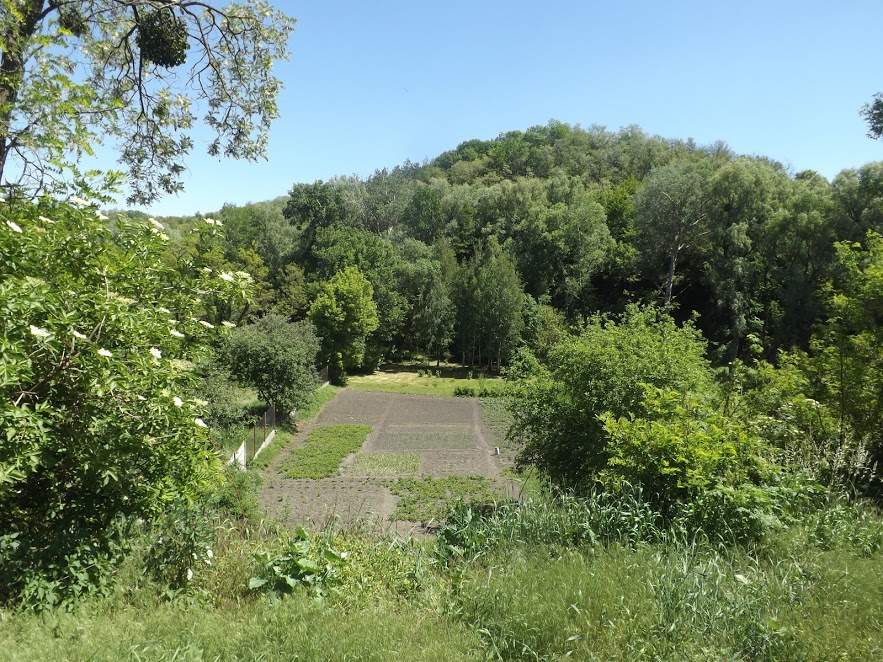
Пагорб у селі Халеп’я